# Zé António
José António dos Santos Silva, noto semplicemente come Zé António (Torres Vedras, 14 marzo 1977), è un ex calciatore portoghese, di ruolo difensore.